# Antonio Vandini

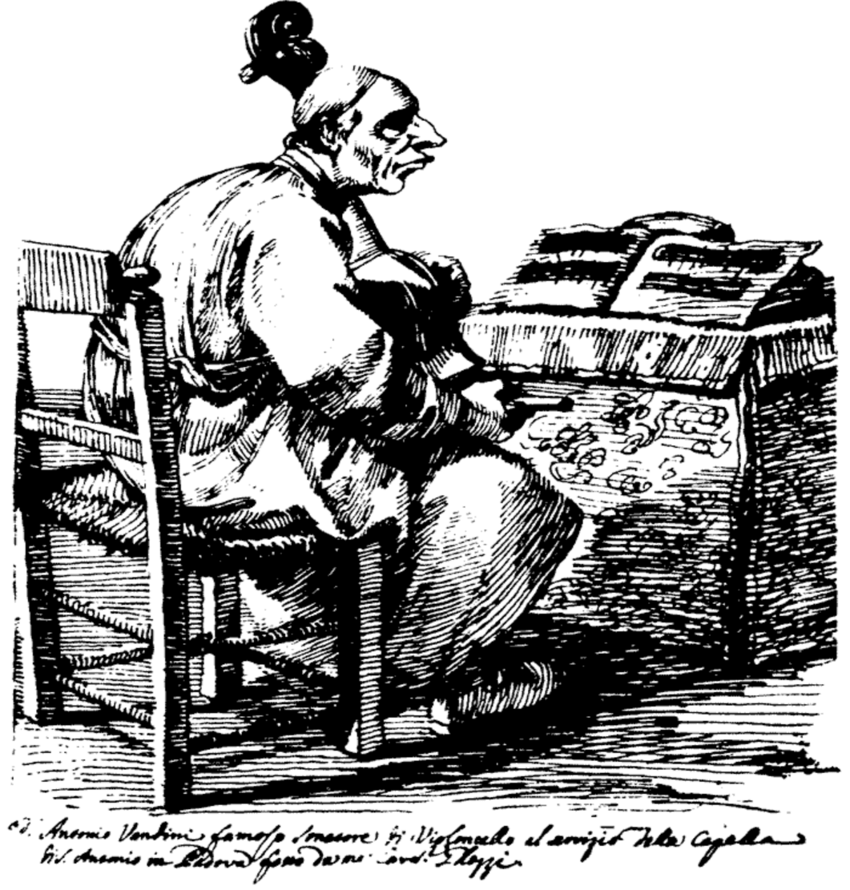
Karikatur Antonio Vandinis von Pier Leone Ghezzi

Antonio Vandini (* um 1690 in Bologna; † 1778 ebenda) war ein italienischer Cellist und Komponist des Spätbarock.

## Leben und Wirken
Antonio Vandini erhielt möglicherweise seine Ausbildung in Bologna unter Giuseppe Maria Jacchini, erstmals erwähnt ist er als Cellist an S. Maria Maggiore in Bergamo. 1721 übersiedelte er nach Padua, wo er mit kurzen Unterbrechungen etwa 50 Jahre als erster Cellist im Orchester der Basilika S. Antonio wirkte. In dem Zeitraum von Herbst 1720 bis Frühjahr 1721 war er „maestro al violoncello“ am Ospedale della Pietà in Venedig. Möglicherweise komponierte dort Antonio Vivaldi einige Cellokonzerte für ihn.
Zwischen 1722 und 1726 hielt er sich in Prag auf, wo er unter anderem mit Giuseppe Tartini, Antonio Caldara und Sylvius Leopold Weiss unter Johann Joseph Fux an den Krönungsfeierlichkeiten von Kaiser Karl VI. zum König von Böhmen teilnahm. Anschließend fand er mit Tartini eine Anstellung am Hofe des Grafen Franz Ferdinand Kinsky (1678–1741). Mit Tartini verband ihn seit dieser Zeit eine langjährige Freundschaft. Ab dem Todesjahr von Tartinis Ehefrau teilten sich die beiden Musiker eine gemeinsame Wohnung und bestritten zahlreiche gemeinsame Auftritte. Wie viele Musiker seiner Zeit, unterhielt auch Vandini intensive schriftliche Kontakte zu dem bedeutenden Musiktheoretiker Padre Martini.
1750 konzertierte er gemeinsam mit dem Geiger Carlo Tessarini in der Basilika San Francesco in Assisi. 1770 gab er sein Amt in Padua auf, setzte sich aber für seinen Schüler Giuseppe Callegari (um 1750–1812) als seinen Nachfolger ein. Seine letzten Lebensjahre verbrachte er in seiner Geburtsstadt Bologna.
Durch eine Karikatur von Pier Leone Ghezzi und durch Charles Burney ist überliefert, dass Vandini den Bogen wie die Gambenspieler von unten hielt. So notierte Burney in seinem Tagebuch: Padua, den 2. August 1770.
„Ich hätte gerne den berühmten Oboisten, Matteo Bissioli und den alten grossen Antonio [Vandini] auf dem Violonschell gehört, von dem die Italiäner sagen, sein Spielen und sein Ausdruck sey ein Parlare, das heißt, er lasse sein Instrument sprechen.“
„Es ist merkwürdig, daß Antonio und alle hiesige Violonschellspieler den Bogen nach der alten Art halten, mit der Hand am Haare und den Daumen am Holze, wie bey dem Gambenspieler noch geschieht.“

## Werke (Auswahl)
Vandinis Kompositionsstil ist durch die langjährigen engen Kontakte zu Tartini beeinflusst. Die beiden Cellokonzerte Tartinis wurden wahrscheinlich für Vandini komponiert.
- 6 Sonaten für Violoncello und B. c. (1717)
- Cellokonzert in D-Dur